# Daniel Braunsteins
Daniel Braunsteins (* 10. April 1988) ist ein ehemaliger australischer Radrennfahrer.
Daniel Braunsteins wurde im Juniorenbereich 2006 bei der australischen Meisterschaft Dritter im Straßenrennen und Zweiter im Mountainbike-Cross Country. Bei den Mountainbike-Weltmeisterschaften 2006 in Rotorua belegte er den sechsten Platz im Cross Country der Junioren.
In den Jahren 2008 und 2009 fuhr Braunsteins für das australische Continental Team Drapac Porsche. 2009 wurde Braunsteins Zweiter im Straßenrennen der Ozeanienmeisterschaft und belegte damit den ersten Platz in der U23-Wertung. Im Jahr 2010 wurde australischer Kriteriumsmeister.

## Erfolge
2009
- Ozeanienmeister – Straßenrennen (U23)

2010
- Australischer Meister – Kriterium (U23)

## Teams
- 2008 Drapac Porsche
- 2009 Drapac Porsche